# فيروس 3739
فيروس 3739 (بالإنجليزية: 3739 virus)‏ هو سلاسلة ضمن جنس الفيروس الرملي الثدوي.